# Allium brevistylum
Espèce
Classification APG III (2009)
Allium brevistylum est une espèce de plantes à fleurs de la famille des Amaryllidacées. C'est une plante bulbeuse vivace originaire de l’ouest des États-Unis.

## Description
Allium brevistylum forme un rhizome souterrain épais avec des bulbes allongés-ovoïdes de près de 3 cm de diamètre couverts d'une couche externe sale blanche, membraneuse. Les hampes florales mesurent jusqu’à 60 cm de haut. Elles sont aplaties avec des ailes étroites. Les feuilles sont linéaires persistantes, au nombre de 2 à 5. Les ombelles sont hémisphériques avec 7 à 15 fleurs. Celles-ci sont en forme d’urne, de 10 à 13 mm de long; les tépales roses ont des nervures médianes épaisses; les anthères et le pollen sont jaune. Il fleurit de juillet à aout. Les étamines et le style sont de la même taille de moitié celle des tépales. La surface des graines est légèrement rugueuse.

## Habitat
Il pousse dans les prés et le long des berges des cours d’eau dans les montagnes du Colorado, de l'Utah, du Wyoming, du Montana et de l'Idaho, à des altitudes de 2200 à 3400 m.
Sites humides dans les communautés de trembles et de pins ponderosa.